# Nuno Manuel, 3.º Senhor de Salvaterra de Magos
Nuno Manuel foi um nobre português.

## Biografia
Foi 3.º Senhor de Salvaterra de Magos, das Águias e da Erra, 2.º Senhor de Tancos, da Atalaia e de Cimeira, alcaide-mor de Marvão. Era filho de Fradique Manuel, 2.º Senhor de Salvaterra de Magos, das Águias e da Erra, 1.º Senhor de Tancos, da Atalaia e de Cimeira, e de sua mulher Maria de Ataíde, Senhora de Penacova.
Em 1574 foi enviado como Embaixador a França e, regressando ao reino, acompanhou o Rei D. Sebastião I de Portugal a África, ficando morto na batalha de Alcácer Quibir a 4 de Agosto de 1578.
Casou-se com D. Joana de Ataíde, filha de D. António de Ataíde, 1.º Conde da Castanheira e de sua mulher D. Ana de Távora. 
De Joana de Ataíde, D. Nuno Manuel teve: 
| - Fradique (m. Batalha de Alcácer-Quibir, 4 de Agosto de 1578) - Francisco Manuel de Ataíde, 1.º conde da Atalaia - António (m. Índia, 1600) - João Manuel de Ataíde (1570 - Lisboa, 1633), bispo de Viseu e de Coimbra, Conde de Arganil, depois arcebispo de Lisboa e vice-rei de Portugal. - Francisca, casada com Manoel Mascarenhas, senhor de Gocharia | - Maria, abadessa - Madalena, freira - Catarina, freira - Ana, freira - Eufrásia, freira - Violante, abadessa de Vila Longa |